# 尤西·積亞基連倫
尤西·積亞基連倫（芬蘭語：Jussi Jääskeläinen，1975年4月19日—）是芬蘭職業足球運動員。自1997年加盟保頓以來，他共效力15個年頭，更成為英超史上上陣次數最多的外籍球員。2013/14球季，他以39歲之齡成為英超年紀最大的正選門將。2011/12球季，他與保頓未能就續約達成共識後，宣布離隊並轉投韋斯咸。
1998年，他首次代表芬蘭國家隊上陣，於2010年退出國家隊，總出賽場數達到56次。

## 球會生涯
積亞基連倫出生於米凱利，1992年效力本地球會MP米凱利時首次亮相芬超，1994年躋身球會正選門將。1996年，他轉投VPS瓦萨，效力了兩季。

### 保頓

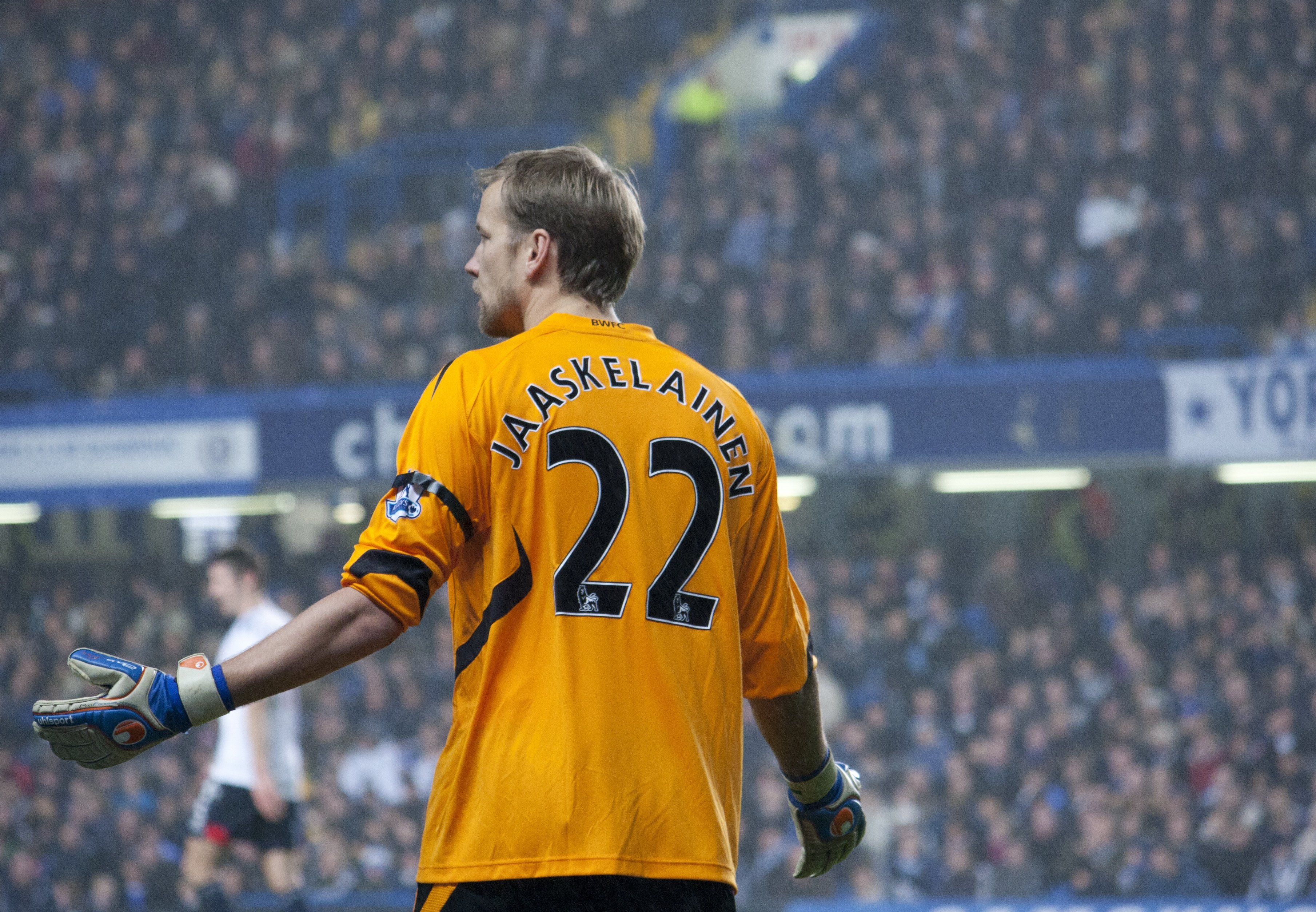
2010年12月，積亞基連倫對車路士

英甲球隊保頓的領隊哥連·托特於1997年以100萬鎊將積亞基連倫帶往英格蘭。他很快便成為球隊首席門將，但他曾因韌帶受傷而缺席半個2000/01球季，在這季，保頓成功升上英超。
2007年5月13日，協助保頓鎖定球隊史上第二次的歐洲足協盃參賽資格後，積亞基連倫獲會方頒發「年度足球先生」及「年度球員先生」獎。雖然外界預期他會在2007/08球季約滿後離隊他投，但他卻於6月11日選擇與球會續約四年，並於7月9日簽約。
2008年11月2日，是他代表保頓的第400場比賽，六日後對侯城則是第400場正選。保頓於2009年8月，為效力12年的積亞基連倫舉行紀念賽對喜伯年，在這場比賽他力保不失。
2011年3月12日對伯明翰的英足盃八強賽，他迎來保頓生涯第500場賽事，在一週後對曼聯亦是他的第500場正選。
2012年的英超20周年大賞，積亞基連倫在2001年10月20日對曼聯作出的連續撲救，獲票選為英超成立20年來的最佳撲救第三名。
2011/12球季完結後，保頓從英超降班，積亞基連倫亦拒絕這支他已經效力15年的球會開出的兩年合約。他在各項賽事共為保頓上陣530場，亦令他成為保頓史上總出場次數排在第三的球員

### 韋斯咸
2013年6月12日，韋斯咸宣布與積亞基連倫達成個人協議，簽下一年死約另加一年生約。積亞基連倫再次與其舊主艾拿戴斯重聚，他們在保頓期間曾共事長達八年積亞基連倫於2012年8月18日以1:0戰勝阿士東維拉的賽事中首度代表新東家上陣2013年4月12日，合約中的選擇性續約一年啟動，積亞基連倫將留效槌仔幫至2014年夏天。他在2012/13球季悉數為韋斯咸上陣全部38場英超聯賽，被評為韋斯咸年度最佳球員第二名。在翌季，他在踢了18場比賽後，於1月被新加盟的阿祖安取代其正選席位，自此他擔任後備。
2014年6月4日，他與韋斯咸再續約一年，直至2014/15球季完結，他表示：「我的體能仍不錯，去季我亦感覺良好，所以我希望維持現況。」

## 国家队生涯

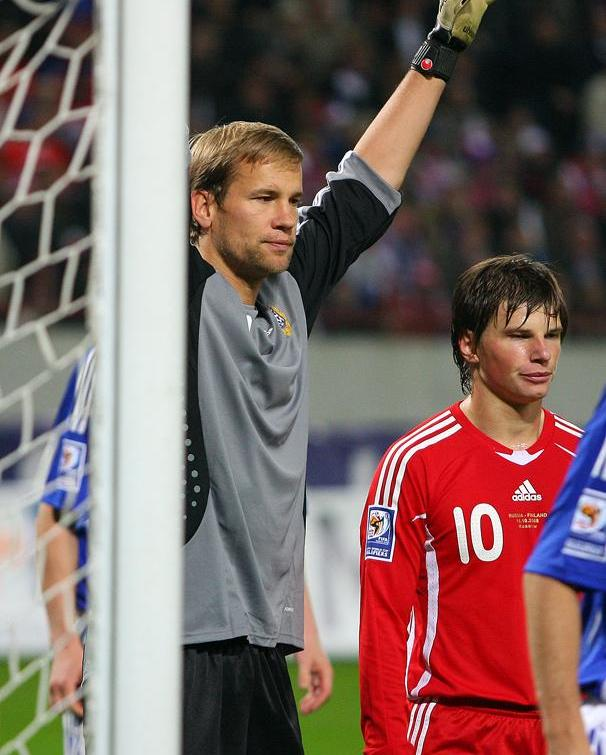
積亞基連倫於2008年對戰時，與對方鋒將艾沙雲一同站在龍門旁。

耶斯凯莱宁亦是芬兰国家队的常客。1998年3月25日，他在芬兰对阵马耳他的比赛中首次代表球队出场。2005年开始，他取代尼美成為芬蘭首席門將。
2009年10月14日，芬兰队在2010年世界杯外围赛最后一场比赛中，客场1比1战平德国国家队，只获得小组第三而被淘汰，这也是耶斯凯莱宁最后一场国家队比赛。10月29日，耶斯凯莱宁正式宣布退出国家队，他共為國家隊上陣55場。但在2010年10月6日，他曾一次性回歸國家隊對戰匈牙利，頂替受傷的費特歷臣，使他的「Cap帽」數量達到56頂。

## 榮譽
韋根
- 英甲冠軍：2015/16年；

## 外部連結
- 尤西·積亞基連倫 – FIFA國際賽競賽紀錄 (存檔)
- 足球数据库：尤西·積亞基連倫的球员统计数据